# 赤黄色土
赤黄色土（せきおうしょくど、Japanese Red-Yellow soils）は、赤土などの栄養分がない土壌で見られる赤色、黄色をした土のこと。地中海性気候や温暖冬季少雨気候(温暖夏雨気候)で見られる。水はけは悪く農業にも向かないため、開発されたあと荒廃すると砂漠化の原因となる。